# Laroquebrou
Laroquebrou è un comune francese di 883 abitanti situato nel dipartimento del Cantal nella regione dell'Alvernia-Rodano-Alpi.
Nel territorio comunale scorre il fiume Cère che vi ha formato le sue gole.

## Società

### Evoluzione demografica
Abitanti censiti